# François-Marie Luzel

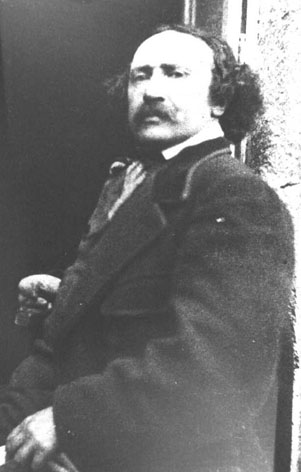
François-Marie Luzel

François-Marie Luzel, en bretó Fañch an Uhel (Plouaret, Costes del Nord 1821-1895) fou un erudit i etnògraf bretó d'origen camperol. Va estudiar celtisme a Roazhon, on conegué Paul Sébillot, i el 1844 i el 1863 es va encarregar de recollir cançons populars bretones. El 1872 participà en el Congrés de l'Association Bretonne a Sant Brieg, i hi certificà l'autenticitat del Barzaz Breiz de Théodore Hersart de la Villemarqué, contra l'opinió d'altres experts com Francis Gourvil.

## Obres
- Sainte-Tryphine et le roi Arthur, Quimperlé, Clairet (1863)
- Bepred Breizad. Toujours Breton, Poésies bretonnes, Morlaix, Haslé (1865).
- Chants et chansons populaires de la Basse-Bretagne, Soniou (2 volumes) et Gwerziou (2 volumes) (1868-1890).
- Contes et Récits populaires des Bretons armoricains (1869), nouvelle édition : PUR, Terre de Brume (1996),
- De l'authenticité des chants du Barzaz-Breiz de M. de La Villemarqué Saint-Brieuc, Guyon (1872)
- Chants et chansons populaires de la Basse-Bretagne, Gwerziou II (1874)
- Veillées bretonnes (1979) (nouvelle édition : PUR et Terre de Brume, 2002, texte présenté et établi par Françoise Morvan).
- Légendes chrétiennes de Basse-Bretagne Paris, Maisonneuve (1881)
- La Vie de Saint Gwennolé, Quimper, Cotonnec (1889)
- Chants et chansons populaires de la Basse-Bretagne, Soniou (1890)
- Kontadennou ar Bobl e Breiz-Izel Quimper, Le Goaziou (1939)
- Ma C'horn-Bro. Soniou ha gwerziou Quimper, Le Goaziou (1943). La lecture de certaines pièces du recueil laissent rêveur quand certains critiques prétendent voir dans l'auteur le symbole de l'antinationalisme virulent. Quant au poème Breizad ez oun il fait immanquablement penser à une personne qui ne semble pas représenter l'idéal de l'auteur.
- Gwerzioù kozh Breizh, col. "Studi ha dudi", Al Liamm, 1970.
- Kontadennou ar Bobl (5 volumes), Al Liamm, (1984 - 1994)
- Contes traditionnels de Bretagne, 6 volumes (1994-1995), An Here-Hor Yezh-Mouladurioù Hor Yezh
- Journal de route et lettres de mission, Presses universitaires de Rennes et Terre de Brume, Rennes (1994)
- Contes bretons, PUR et Terre de Brume, Rennes (1994),
- Contes inédits Tome I, PUR et Terre de Brume, Rennes (1994)
- Contes du boulanger, PUR et Terre de Brume, Rennes (1995),
- Contes inédits Tome II, PUR et Terre de Brume, Rennes (1995)
- Contes retrouvés Tome I, PUR et Terre de Brume, Rennes (1995)
- Correspondance Luzel-Renan, PUR et Terre de Brume, Rennes (1995)
- Nouvelles Veillées bretonnes, PUR et Terre de Brume, Rennes (1995) (édition Françoise Morvan).
- Contes inédits Tome III, Carnets de collectage, PUR et Terre de Brume, Rennes (1996),
- En Basse-Bretagne (impressions et notes de voyage), Hor Yezh, 1996, ISBN 2-910699-17-X
- "Notes de voyage en Basse-Bretagne", PUR et Terre de Brume, Rennes (1997)
- Contes retrouvés Tome II, PUR et Terre de Brume, Rennes (1999)
- Sainte Tryphine et le roi Arthur , PUR et Terre de Brume (2002)